# Regla de cálculo Coggeshall
La regla de cálculo Coggeshall, también llamada la regla de cálculo del carpintero, era una regla de cálculo diseñada por Henry Coggeshall en 1677 para facilitar el medir longitudes, superficies, y la solidez de los maderos. Con su original diseño y posteriores mejoras, la regla de cálculo Coggeshall trajo este tipo de herramientas a su primer uso práctico fuera del estudio matemático. Seguiría siendo popular en los próximos siglos.
Consistió en dos reglas, cada una de 3 dm de largo, que fueron enmarcadas, o puestas juntas, de varias maneras. A veces fueron hechas para deslizarse una con la otra. A veces fue hecha una ranura al lado de una regla de empalme común de 6 dm, y era insertada una delgada pieza deslizante, con las líneas de Coggeshall agregadas en ese lado. Pero la manera más usual y práctica, era tener una de las reglas deslizándose a lo largo de un surco hecho a lo largo del centro de la otra, como se muestra en la figura abajo.
Coggeshall describió primero este aparato en un papel que publicó en Londres titulado, "Medida de madero por una línea de más facilidad, rapidez y exactitud, que cualquier otra manera en uso, por una doble escala: después de la medición contando, por la longitud y el cuarto de la circunferencia en madero redondo, y por la longitud y el lado del cuadrado en madero cuadrado, y del cuadrado igual en madero plano : como también medida de piedra y calibrado de recipientes por la misma cercana y exacta manera, además una escala diagonal de 100 partes en un cuarto de una pulgada, ambas muy fáciles de hacer y usar".
Después de mejorar el diseño, republicó su trabajo bajo el título "Un Tratado de Medidas con una Regla de Dos Pies, que se desliza hacia un Pie" (1682). Editó una versión muy modificada en 1722 titulada "El Arte de Medición Práctica realizada fácilmente por una Regla de Dos Pies que se desliza a un Pie". Antes de 1767, siete revisiones habían sido editadas.